# Simulium letabum
Simulium letabum är en tvåvingeart som beskrevs av Meillon 1935. Simulium letabum ingår i släktet Simulium och familjen knott. Inga underarter finns listade i Catalogue of Life.